# Aníbal Zurdo
Aníbal Zurdo Rodríguez (Villahermosa, 3 dicembre 1982) è un ex calciatore messicano, di ruolo attaccante.